# Ek Hota Vidushak
Ek Hota Vidushak (Marathi एक होता विदुषक ek hotā viduṣak) ist eine indische Tragikomödie von Jabbar Patel aus dem Jahr 1992. Sie spielt im Tamasha-Milieu.

## Handlung
Der Filmstar Aburao vollzieht in seinem Heimatort vor den Augen einer großen Öffentlichkeit von Schaulustigen und neugierigen Medienvertretern das Shraddha-Ritual für seine verstorbene Mutter Manjula. Wegen seiner laufenden Filmarbeiten konnte er sich nicht wie dazu üblich den Kopf kahl rasieren, sondern musste auf eine Glatzenperücke zurückgreifen, um den rechten Anschein zu wahren. Nach der Zeremonie fährt er zum verfallenen Haus seiner Mutter und driftet in Erinnerungen an seine Kindheit ab. Die Geschichte seines bisherigen Lebens wird als Flashback erzählt.
Aburao, genannt Abya, ist der uneheliche Sohn der ehemaligen Tamasha-Tänzerin und gefeierten Lavani-Sängerin Manjula, die nur noch privat den Landbesitzer Himmatrao Inamdar unterhält. Aburao ist für sein Talent Stimmen zu imitieren bekannt. Nachdem sich Himmatrao bei einer Darbietung Aburaos zu Tode gelacht hat, muss Manjula wieder als Tamasha-Tänzerin arbeiten. Sie schließt sich mit Aburao der Wandertheatertruppe ihrer Schwester Kausalya an. Aburao ist besonders von dem Songadya Nana beeindruckt und wächst in die Welt des Theaters hinein, wo er auch sein Imitationstalent einsetzen kann.
Als Erwachsener füllt Aburao die Rolle des Songadya mit politischer Satire aus. Eines Tages besucht sein früherer Schulfreund Gunwantrao, der inzwischen Kulturminister in Maharashtra geworden ist, seine Aufführung und ist begeistert. Er rät ihm, seine eigene Theatertruppe zu gründen und fördert ihn. Einige Schauspieler folgen Aburao in die neue Truppe. Seine Freundin wird die Tänzerin Subhadra. Zur 500. Vorstellung kommen außer Gunwantrao auch die Filmschauspielerin Menaka und der Regisseur Usman. Begeistert von Aburao bieten sie ihm eine Rolle im Film an. Nach einigem Zögern geht er auf das Angebot ein und lässt seine Truppe allein weiterarbeiten.
Aus einem Film mit Menaka werden weitere und Aburao wird Teil der Unterhaltungsfilmindustrie. Seine Heirat mit Menaka teilt er seiner Mutter nur noch schriftlich mit. Schon bald stellt er fest, dass Menaka ihn nur geheiratet hat, um „es ihrem Ex-Freund Ravi zu zeigen“. In Aburao liebt sie nur seine komische Seite, die sie zum Lachen bringt. Am Filmset seiner ersten eigenen Regiearbeit erfährt Aburao per Telegramm vom Tod seiner Mutter. Diese Erinnerung bringt ihn zurück in die Jetztzeit, wie er am verfallenen Haus seiner Mutter sitzt.
Sein Freund Gunwantrao wird Chief Minister und gewährt Aburao Vorteile hinter den Kulissen. Während einer Filmaufnahme bekommt Aburao Besuch von Nana, der mit dem etwa achtjährigen Mädchen Jai gekommen ist, das in seinem Leben nie gelächelt hat. Sie ist Aburaos Tochter mit Subhadra, die an Tuberkulose verstorben ist. Er muss sich fortan um Jai kümmern. Zunächst schickt er sie auf eine Internatsschule, nimmt sie aber dann doch noch zu sich nach Hause. Für sie ist er „Aburao aus dem Kino“. Zur gleichen Zeit verlässt Menaka Aburao für Ravi.
Bei bevorstehenden Nachwahlen soll Aburao Gunwantrao mit einer Kampagne unterstützen, doch Gunwant macht ihn kurzerhand zum Kandidaten. Aburao wird Parlamentsmitglied und engagiert sich in polemischen politischen Reden. Nana hält ihm bei einem Besuch den Spiegel wegen seines Verhaltens vor und erinnert ihn an seine früheren Prinzipien.
Bei einem Auftritt erleidet Aburao einen Herzinfarkt. Trotz seiner Erkrankung und gegen den Rat des Arztes besteht Gunwantrao auf einer Rede Aburao zu seinem Geburtstag. Medienwirksam soll Aburao dabei zusammenbrechen. Er hält seine Rede aber nicht wie vereinbart, sondern nutzt sie für eine Liebeserklärung an seine Tochter Jai, die ihm zum Glück zum ersten Mal lächelt. Auf dem Heimweg nennt sie ihn zum ersten Mal auch „Papa“.

## Hintergrund
Ek Hota Vidushak gehört neben Sangte Aika (1959) mit Jayshree Gadkar, Pinjra (1972) mit Sandhya, Nilu Phule und Shreeram Lagoo und Natarang (2010) mit Atul Kulkarni zu den wenigen Filmen, die sich mit dem Leben von Tamasha-Künstlern befassen. Der Film basiert auf einer Kurzgeschichte von Jabbar Patel. Drehbuch und Dialoge schrieb der Marathi-Autor Purushottam Laxman Deshpande, was dessen erste Arbeit für einen Film seit 39 Jahren, seit seinem eigenen Film Gulacha Ganapati (1953), war.

## Filmmusik
Sänger der Musik von Anand Modak sind Asha Bhosle, Ravi Sathe, Uttara Kelkar, Devaki Pandit, Chandrakant Kale, Arun Ingle, Jayshree Shivram, Prabhanjan Marathe und Mukund Fansalkar. Die Liedtexte schrieb N. D. Mahanor.
Da der Film im Tamasha-Milieu spielt, ist der überwiegende Teil der Filmlieder dem Lavani-Genre entlehnt. Der Soundtrack besteht aus 22 Liedern.

## Auszeichnungen
- National Film Awards 1992
  - Bester Film in Marathi an Jabbar Patel und NFDC
  - Beste Choreografie an Laxmibai Kolhapurkar

- Maharashtra State Film Awards 1993
  - Bester Film in Marathi an Jabbar Patel und NFDC
  - Bestes Drehbuch an Purushottam Laxman Deshpande
  - Beste Liedtexte an N. D. Mahanor
  - Beste Choreografie an Laxmibai Kolhapurkar
  - Bester Playbacksänger an Ravindra Sathe für das Lied "Mee Gaatana Geet Tula Ladiwala"
  - Bestes Skript an Jabbar Patel

## Kritiken
Die Filmkritikerin Shoma A. Chatterji sieht in dem Film eine rührende Geschichte, die eine Hommage an Tamasha als sterbende Kunstform im Angesicht von Kino und Fernsehen und gleichzeitig eine Kritik am Preis des Aufstiegs eines armen Mannes zum Ruhm und dem damit einhergehenden Verlust seiner Werte ist.